# Zosterop de les Vanuatu
El zosterop de les Vanuatu (Zosterops flavifrons) és un ocell de la família dels zosteròpids (Zosteropidae).

## Hàbitat i distribució
Habita boscos, vegetació secundària i terres de conreu de l'arxipèlag de Vanuatu.